# Prăjină
Prăjină [prəˈʒinə] war ein rumänisches Längenmaß und bedeutete die Rute. Einen Maßunterschied gab es durch die Abweichung des Längenmaßes Stânjen zwischen Moldau und Walachei.
- Walachei: 1 Prăjină = 5,8995 Meter
- Walachei: 1 Prăjină = 3 Stânjeni
- Moldau: 1 Prăjină = 6,69 Meter